# Mario Echandi Jiménez

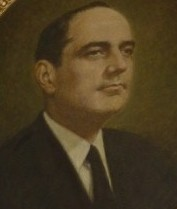
Mario Echandi Jiménez (o. J.)

Mario Echandi Jiménez (* 17. Juni 1915 in San José; † 30. Juli 2011 ebenda) war ein costa-ricanischer Politiker (PUN). Von 1958 bis 1962 war er Präsident Costa Ricas.

## Leben
Mario Echandi Jiménez war der Sohn von Josefa Jiménez Rucavado und Alberto Echandi Montero. 
Er besuchte die Schulen Liceo de Costa Rica und die Escuela de Derecho. Beruflich war er danach als Rechtsanwalt tätig. 1940 war er Militärattaché in Panama, anschließend Botschafter in Washington, D.C. und von 1949 bis 1950 Botschafter bei den Vereinten Nationen und der Organisation Amerikanischer Staaten. Er war Mitglied der Partido Unión Nacional. Von 1950 bis 1952 war Echandi Außenminister in der Regierung von Otilio Ulate Blanco.
In seiner Amtszeit als Präsident Costa Ricas von 1958 bis 1962 wurden das Instituto Costarricense de Acueductos y Alcantarillados gegründet, ein Gesetz zum Weihnachtsgeld erlassen und die diplomatischen Beziehungen zu Kuba abgebrochen. Von 1966 bis 1968 war er erneut Botschafter in Washington.
1970 und 1982 trat er erneut bei den Präsidentschaftswahlen an, unterlag jedoch.
Mario Echandi Jiménez war verheiratet mit Olga De Benedictis Antonelli. Er starb am 30. Juli 2011 im Alter von 96 Jahren.